# Hymn for the Weekend
"Hymn for the Weekend" é uma canção da banda britânica Coldplay, contida em seu sétimo álbum de estúdio A Head Full of Dreams (2015). Foi composta pelos quatro membros da banda, sendo produzida por Rik Simpson, Stargate, Avicii e Digital Divide. A canção contém participação não creditada da cantora americana Beyoncé. O seu lançamento como o segundo single do disco ocorreu em 25 de janeiro de 2016, através da Parlophone. Fez parte da trilha sonora da telenovela brasileira Haja Coração (2016).

## Desempenho nas tabelas musicais

### Posições
| Tabela musical (2015–16)                                | Melhor posição |
| ------------------------------------------------------- | -------------- |
| Argentina (Los 40 Principales)                          | 6              |
| Austrália (ARIA)                                        | 24             |
| Áustria (Ö3 Austria Top 75)                             | 20             |
| Bélgica (Ultratop 50 de Flandres)                       | 5              |
| Bélgica (Ultratop 50 da Valônia)                        | 6              |
| Canadá (Canadian Hot 100)                               | 32             |
| Croácia (Airplay Radio Chart)                           | 1              |
| ERRO: DEVE FORNECER ano PARA PARADA checa               | 36             |
| ERRO: DEVE FORNECER ano PARA PARADA checa               | 22             |
| Dinamarca (Hitlisten)                                   | 20             |
| França (SNEP)                                           | 3              |
| O campo songid é OBRIGATÓRIO PARA PARADA ALEMÃ          | 11             |
| Hungria (Rádiós Top 40)                                 | 34             |
| Hungria (Single Top 40)                                 | 4              |
| Irlanda (IRMA)                                          | 7              |
| Israel (Media Forest)                                   | 1              |
| Itália (FIMI)                                           | 2              |
| Letónia (Latvijas Top 40)                               | 1              |
| Líbano (Official Top 20)                                | 1              |
| Países Baixos (Dutch Top 40)                            | 11             |
| Países Baixos (Single Top 100)                          | 18             |
| Nova Zelândia (Recorded Music NZ - Heatseekers Singles) | 3              |
| Noruega (VG-lista)                                      | 14             |
| Polónia (Polish Airplay Top 100)                        | 4              |
| Escócia (Scottish Singles Chart)                        | 4              |
| ERRO: DEVE FORNECER ano PARA TABELA eslovaca            | 23             |
| Espanha (PROMUSICAE)                                    | 14             |
| Suécia (Sverigetopplistan)                              | 38             |
| Suíça (Schweizer Hitparade)                             | 8              |
| Reino Unido (UK Singles Chart)                          | 6              |
| Estados Unidos (Billboard Hot 100)                      | 64             |
| Estados Unidos (Billboard Hot Rock & Alternative Songs) | 5              |

### Certificações
| Região             | Certificação |
| ------------------ | ------------ |
| Itália (FIMI)      | Platina      |
| Polónia (ZPAV)     | Platina      |
| Suíça (IFPI Suíça) | Ouro         |
| Reino Unido (BPI)  | Prata        |